# 根西足球會
根西足球會（英語：Guernsey F.C.）是一支位於根西島聖彼得港的社區足球會，於2011年成立，並加入2011/12球季合併郡足球聯賽甲組。球會的發展路向由根西足球總會決定，現時正就提升球隊水平作出努力，希望將該島水平較高的球員送往英格蘭非聯賽磨練。目前於英格蘭足球依斯米安聯賽甲組中南角逐。

## 連結
- Official website （页面存档备份，存于）
- 根西足球會的X（前Twitter）
- Guernsey F.C.@Football Club History Database